# Église Saint-Charles-Borromée d'Anvers
Pour les articles homonymes, voir Église Saint-Charles-Borromée.
L'église Saint-Charles-Borromée d'Anvers, sise dans le centre historique de la ville portuaire (place Henri-Conscience), est un édifice religieux catholique de style baroque (XVIIe siècle), la plus grande église dans les anciens Pays-Bas méridionaux. Construite de 1615 à 1621 comme église de la maison professe des jésuites (sous le patronyme d'église Saint-Ignace), elle eut Pierre-Paul Rubens comme décorateur et artiste-peintre principal. Elle est aujourd'hui église paroissiale.

## Construction de l’église Saint-Ignace

### Les jésuites à Anvers
Les jésuites arrivent à Anvers en 1562. Ils y ouvrent un petit collège en 1574. Prenant de l’expansion le collège déménage pour s’installer dans l’hôtel Van Lyere (1608). L’ancienne maison devient résidence jésuite et est érigée en ‘Maison professe’ (1616). Elle va abriter l’œuvre et la bibliothèque de la société des Bollandistes, de sa fondation, vers 1630, par Jean Bolland (et son précurseur Héribert Rosweyde), jusqu’à la suppression de la Compagnie de Jésus en 1773.

### Construction de l’église
Pour leurs multiples activités apostoliques dans la ville en pleine expansion commerciale les jésuites mettent en chantier, à côté de la résidence, la construction d’une église (1615). François d'Aguilon, architecte jésuite, en conçoit les plans. À sa mort en 1617 le frère jésuite Pierre Huyssens devient le maître d’œuvre principal. Les travaux vont bon train et le bâtiment est terminé en 1621. À sa consécration (12 septembre 1621) l’église est dédiée à la Vierge-Marie, mais peu après la canonisation du fondateur de l’ordre jésuite (en 1622) on lui donne le nom de Saint-Ignace-de-Loyola.

### Décoration

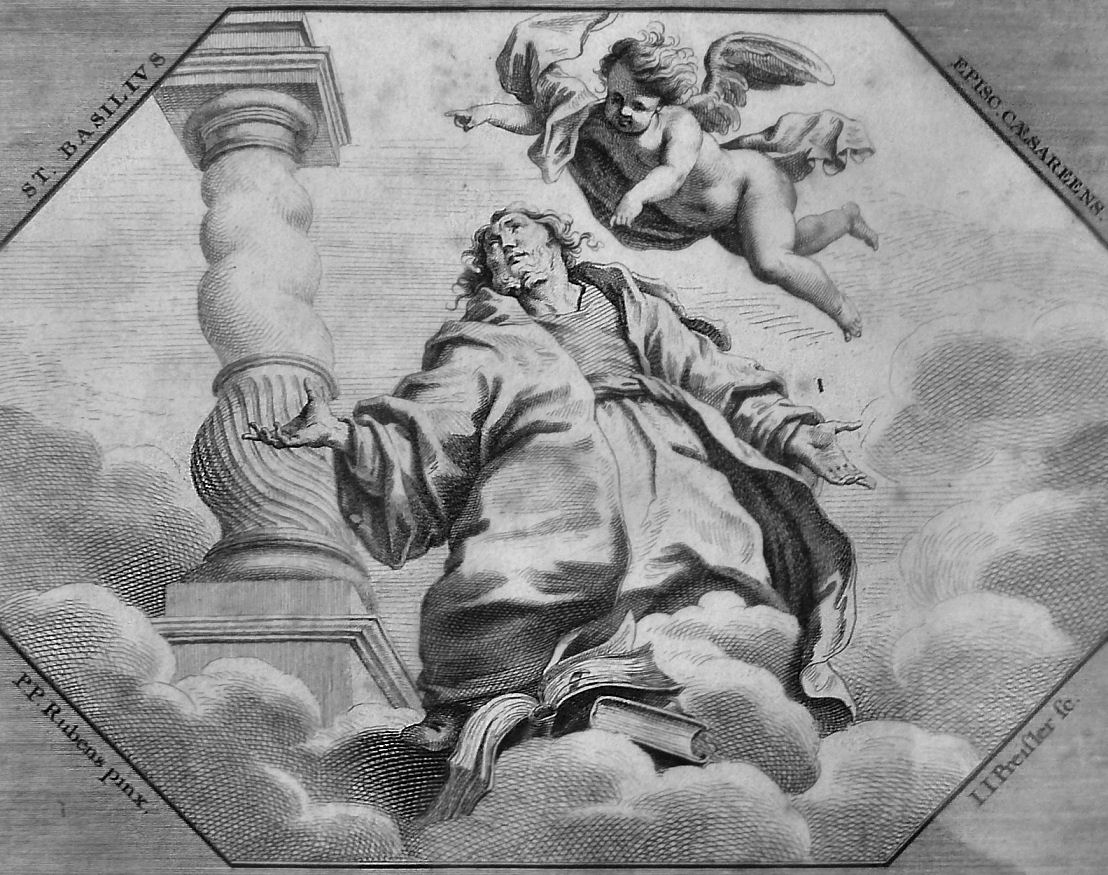
St Basile par Rubens, détruit par feu

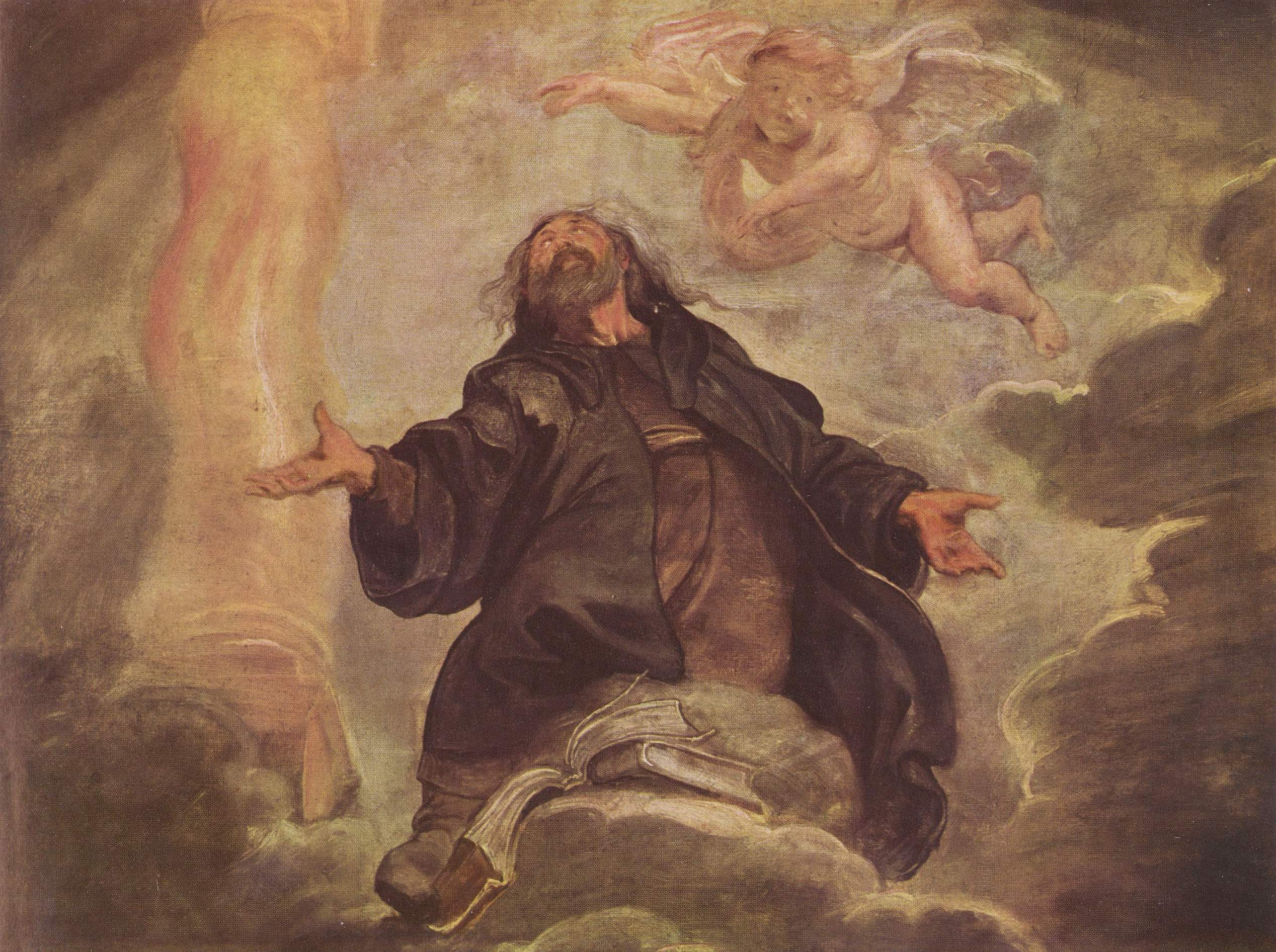
Cartouche conservée au Château de Friedenstein

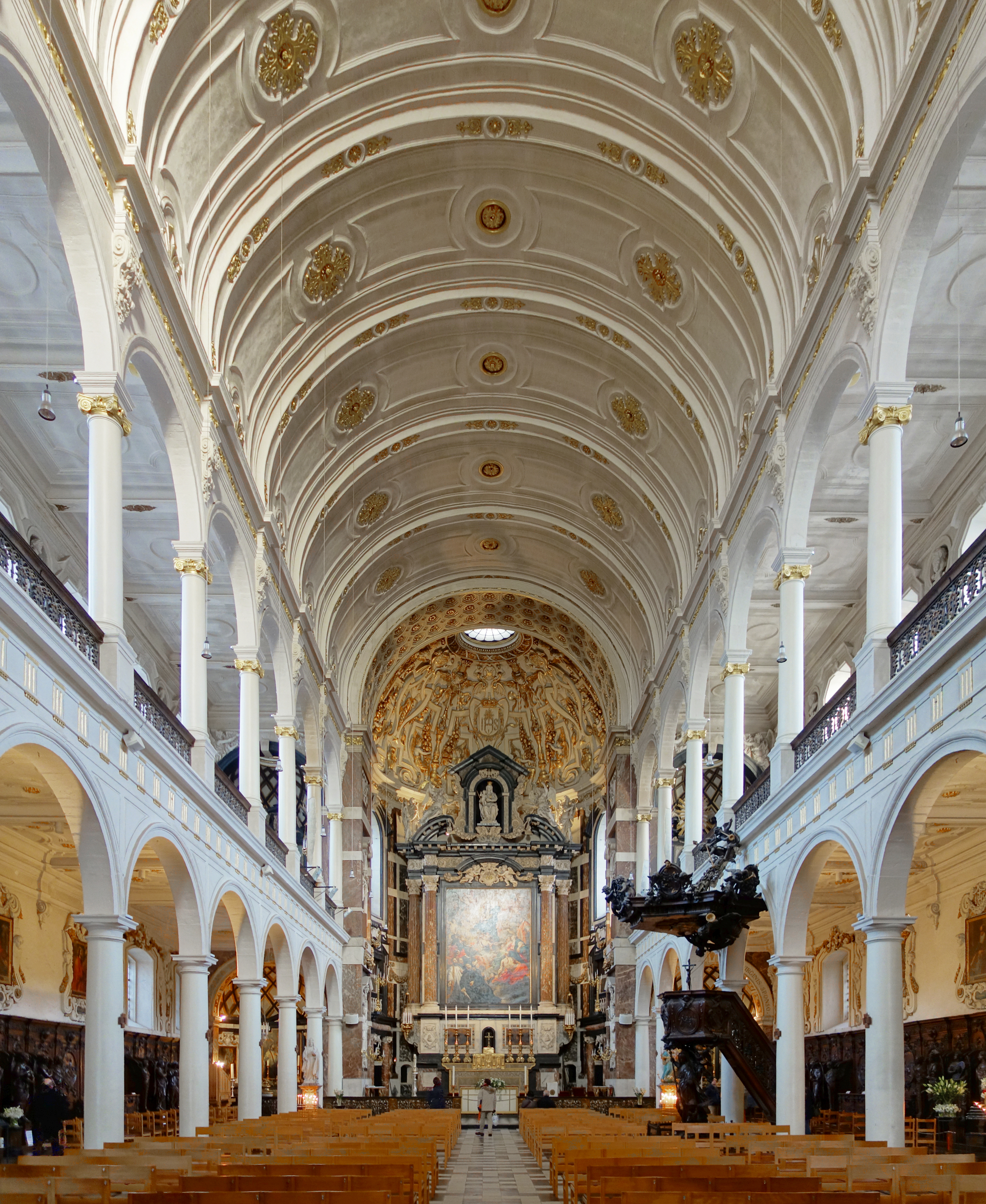
Vue actuelle de la nef

Pour la décoration intérieure, en 1620, les jésuites font appel à Pierre-Paul Rubens, dont l’atelier et école de peinture n’est pas loin. L’artiste est au sommet de sa gloire et avec son assistant Antoine Van Dyck fait de l’église Saint-Ignace son œuvre ecclésiale principale. Une série de ses tableaux de scènes bibliques y décorent les murs, et 39 caissons du plafond sont les créations de son école. Les caissons du plafond furent détruits lors de l’incendie du 18 juillet 1718. Quant aux tableaux, beaucoup furent confisqués ou volés lorsque la Compagnie de Jésus fut supprimée en 1773. Ils se trouvent aujourd’hui dans divers musées du monde (dont Vienne).
La grandeur - l'église Saint-Ignace est la plus grande église baroque des anciens Pays-Bas -, la beauté et la richesse de la décoration de l’église portaient un message. Anvers, métropole influente et riche, était à la frontière entre les régions protestantes et catholiques des Pays-Bas, et le lieu de luttes d’influence des deux courants. L’église Saint-Ignace se veut l'expression du triomphe de la réforme catholique mettant fin au progrès du protestantisme.

## Église Saint-Charles-Borromée

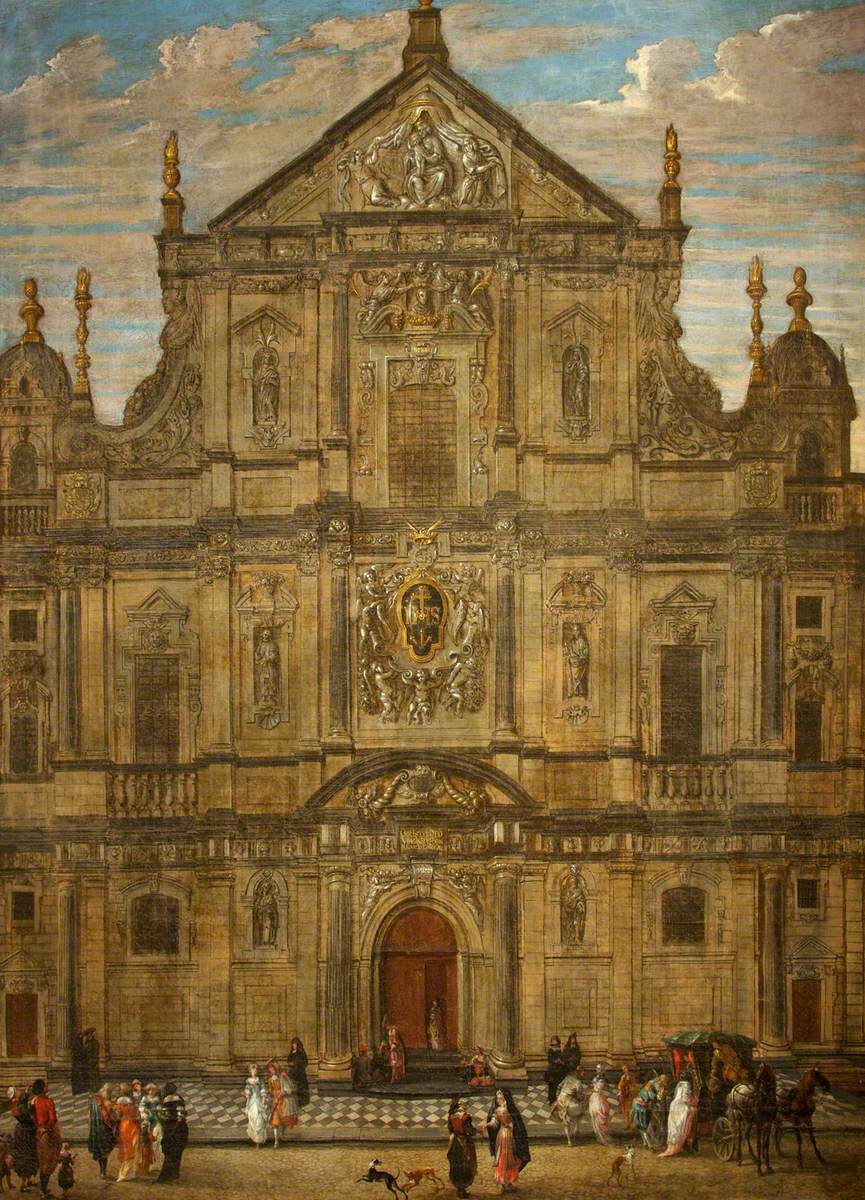
Représentation de la façade de l'église Saint-Charles-Borromée par Anton Gunther Gheringh.

En 1773, lorsque la Compagnie de Jésus est supprimée par le pape Clément XIV, les jésuites sont expulsés de leur maison professe d’Anvers. L’œuvre des Bollandistes continue pour un temps chez les Prémontrés de Tongerlo. Les biens des jésuites sont inventoriés et confisqués par les autorités autrichiennes. C’est alors que plusieurs tableaux de Rubens provenant de l’église partent pour Vienne. L’église elle-même est confiée au clergé séculier et devient paroissiale sous le nom de Saint-Charles Borromée.
Durant la période hollandaise (1816-1830), Saint-Charles-Borromée sert de temple protestant pour l’église réformée des Pays-Bas. Elle redevient église catholique après l’indépendance de la Belgique.

## Patrimoine artistique et décoration intérieure

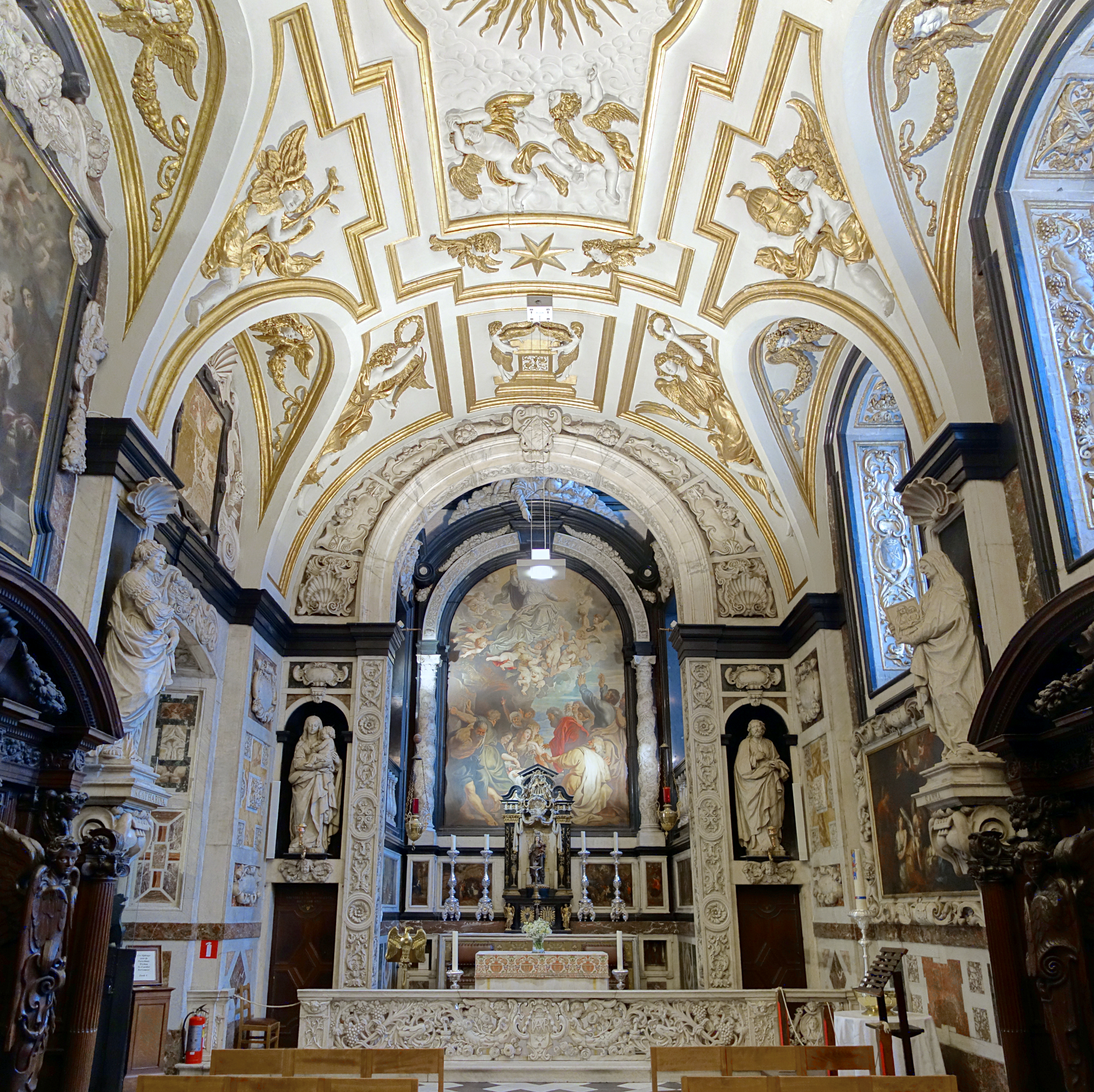
La chapelle de la Vierge

- La nef est ample et donne une impression de calme et prospérité. Elle est bordée de bas-côtés (de style basilical) dont les galeries supérieures sont soutenues par d’élégantes colonnes (qui avant l’incendie de 1718 étaient de marbre). De larges fenêtres donnant dans ces galeries supérieures permettent à la lumière d’entrer en abondance dans l’église.

- Dans toute sa largeur le chœur est séparé de la nef par un remarquable banc de communion de bois (XVIIIe siècle) travaillé de motifs rappelant le pain eucharistique de la communion. Des deux côtés de l’abside centrale se trouvent les absidioles avec autels latéraux dédiés, l’un à l’apôtre des Indes, Saint François-Xavier (à gauche) et l’autre à la Vierge-Marie (à droite).

- Dans l’abside centrale, l’autel principal est surmonté d’un tableau, alternativement une Élévation de la croix de Gerard Seghers et un Couronnement de la Vierge de Cornelis Schut. Jadis la gloire de cet autel étaient les deux tableaux Les Miracles de saint Ignace de Loyola et Les Miracles de saint François Xavier de Rubens qui font maintenant la réputation du musée des beaux-arts de Vienne. Par un ingénieux mécanisme de poulies (que l’on trouve en plusieurs églises jésuites), les tableaux peuvent être montrés en alternance.

- Les murs des nefs latérales sont lambrissés jusqu’à une hauteur de 4 mètres. Toute une série de médaillons sculptés dans le bois racontent en 40 scènes, d’un côté la vie de Saint-Ignace, et de l’autre des scènes de la vie de Saint François Xavier.

- Des confessionnaux sont ornés de figures à taille humaine d’anges et personnages évoquant les grands thèmes de la religion chrétienne : la rémission des péchés, le bon samaritain, le fils prodigue, la mort, etc.

- La chaire de vérité est soutenue par une représentation féminisée de l’Église triomphant de l’hérésie. Les parois de la cuvette du prédicateur et son abat-voix sont décorés de 12 scènes de la vie de la Vierge Marie.

- Deux larges chapelles annexes, sur les flancs latéraux de l’église, sont dédiées l’une à Saint Ignace de Loyola, et l’autre à la Vierge-Marie. Ces chapelles sont également riches de trésors rappelant l’époque de Rubens et sa collaboration avec les jésuites d’Anvers : le monogramme IHS au plafond, les peintures de Daniel Seghers, etc.

## La découverte de laMesse solennelled'Hector Berlioz
En 1991, l'organiste Frans Moors découvre dans un coin de la tribune d'orgue de l'église le manuscrit autographe de la Messe solennelle, œuvre de jeunesse d'Hector Berlioz que l'on croyait à jamais perdue. En effet, Berlioz, dans ses Mémoires, affirme qu'il avait brûlé l'essentiel de cette œuvre, dont il n'était pas content. Mais, en 1835, il avait fait don de ce manuscrit à son ami et condisciple au Conservatoire de Paris, le violoniste belge Auguste Bessens ; ce manuscrit s'est retrouvé entre les mains de son frère, qui était organiste de cette église.